# ممتحن خارجي

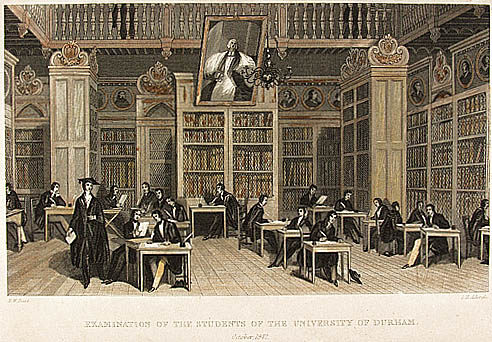

الممتحن الخارجي يلعب دورًا مهمًا في اختبارات جميع مستويات الشهادات في التعليم العالي في المملكة المتحدة. وقد نشأ نظام الممتحن الخارجي في عام 1832 مع إنشاء جامعة دروهام، وهي من أولى الجامعات في إنجلترا بعد تأسيس جامعة كامبردج التي تأسست قبلها بما يقرب من 600 عام. وقد استخدمت دورهام ممتحني أوكسفورد لتؤكد للعامة أن شهاداتها تماثل تلك المتوفرة في أوكسفورد (http://www.ukcle.ac.uk/resources/assessment-and-feedback/cuthbert/). ومع إنشاء المزيد من الجامعات في إنجلترا بداية من ثمانينيات القرن التاسع عشر، كان مطلوبًا إجراء ممتحنين داخليين وخارجيين لتلك الاختبارات. كما أن هذا النظام يوجد أيضًا في البلاد التي بها نُظم تعليم عالٍ مأخوذة من المملكة المتحدة أو تأثرت بها بقوة بعد إدخالها، بما في ذلك نيوزيلندا والهند. إنه أحد أقدم الأنظمة لضبط الجودة داخل أنظمة التعليم العالي.
إنه شرط لجميع اختبارات الشهادات الجامعية في الجامعات البريطانية، وفي البُلدان التي تعمل بنظام مماثل، إذ يجب على أحد أعضاء مجلس الاختبار أن يكون من جامعة أخرى بخلاف الجامعة التي تمنح الشهادة (ويجب ألا تكون له علاقة بها مؤخرًا).[بحاجة لمصدر]. هذا ينطبق على كل من اختبارات ما قبل التخرج، حيث قد يكون هناك مئات أو آلاف من الطلاب، واختبارات الدراسات العليا بما في ذلك شهادة الدكتوراه، حيث يُعقد مجلس خاص لكل طالب.

## الدور
في حين أن دور الممتحن الخارجي يتنوع على حسب المستوى، فإن غرض النظام لا يزال هو نفسه يتمثل في: ضمان الاحتفاظ بالمعايير ذاتها في جميع الجامعات، وتقديم ضمانات عادلة نظرًا لأنه قد ينحاز الممتحنون الداخليون لطالب مرشح أو ضده. نتيجة لذلك، وحسب التقاليد، وغالبًا حسب القوانين، إذا كان الممتحنون لا يتفقون مع وجهة نظر الممتحن الخارجي، فإن الممتحن الخارجي تكون له الأولوية.

## امتحانات ما قبل التخرج
في امتحانات ما قبل التخرج، عادة ما يراجع الممتحنون الخارجيون أسئلة الامتحان، ويجب الموافقة عليها، قبل إعداد الأوراق، وسيضعون درجات الإجابات أو سيراجعون الدرجات، لعينة من الطلاب على الأقل. وغالبًا ما يُطلب منهم الحكم عندما يكون الطلاب راسبين بفارق بسيط أو عندما لا يوافق الممتحنون الداخليون على درجات الطلاب. ومن المتوقع من الممتحنين الخارجيين تقديم تقرير لكل من القسم وإدارة الجامعة؛ إذ إن لديهم ترخيصًا موسعًا للتعليق على جميع جوانب برنامج الشهادة، بما في ذلك التوظيف والتعليم، وليس فيما يتعلق بعملية الامتحان فقط. ما زالت تُعقد الامتحانات الشفهية كجزء من التقييم النهائي، لذلك فإنه من العادي للممتحنين الخارجيين المشاركة فيها. قد يكون لدى الطلاب الحق في طلب تقييم إجاباتهم باعتبارهم ممتحنين خارجيين. ويتم تعيين الممتحنين الخارجيين عادةَ لمدة ثلاث أو أربع سنوات، ومن الشائع التشاور معهم حول التغييرات التي تجرى على البرنامج الذي يتم تقديمه أثناء فترة عملهم. وفي حالة امتحانات ما قبل الجامعة في التخصصات الرئيسية، يوجد عادةً الكثير من الممتحنين الخارجيين في مجالات خبرة مختلفة داخل مجلس الممتحنين.

## امتحانات الدكتوراه.
داخل امتحانات الدكتوراه في النظام البريطاني، يوجد اثنان فقط أو ثلاثة من الممتحنين. وعادةً ما يتولى الممتحن الخارجي إدارة استجواب الطالب في الامتحان الشفهي الذي يعد المرحلة الرئيسية للتقييم. وفي بعض البُلدان الأخرى، مثل أستراليا ونيوزيلندا والهند، يرسل الممتحنون الخارجيون عادةً تقييمهم عن طريق البريد، على الرغم من أنه قد يكون هناك أيضًا ممتحنون خارجيون «محليون» في وقت الامتحان الشفهي.

## المعيّنون
مهما كان مستوى الامتحان، فمن الطبيعي أن يُعيّن أكاديميون خارجيون رفيعو المستوى ذوو خبرات معرفية - على الرغم من أنه في حالة امتحانات الدكتوراه، يأخذ الخبراء الأولوية حسب الأقدمية إذا كان لا يمكن تحقيق كلا المعيارين، كما هو غالب في حالة الفروع الأكثر تخصصًا. وبالتالي، فإن أي دعوة لتقديم ممتحن خارجي ينظر لها على أنها شيء مشرف، وعلى الرغم من أنها غالبًا ما تكون غير ملائمة: على الرغم من أنه يتم دفع رسوم للممتحنين الخارجيين، فإنها غالبًا ما تكون صغيرة وتتضمن مجهودًا كبيرًا في العمل، وغالبًا ما تكون في أكثر الأوقات ازدحامًا في السنة الدراسية.
على الرغم من أن الممتحن الخارجي بالشكل الموصوف به هنا (واستخدام لقب «الممتحن الخارجي») نمط خاص بالتعليم العالي البريطاني أو المتأثر به، فإن استخدام الممتحنين الخارجيين من الجامعات الأخرى أمر منتشر على نطاق كبير في بُلدان أخرى، ولا سيما في امتحانات الدكتوراه.